# Lysý vrch (Opavská pahorkatina)
Lysý vrch je kopec s nadmořskou výškou 296 m, který se nachází jižně od obce Chuchelná u státní hranice s Polskem v Opavské pahorkatině v okrese Opava v Moravskoslezském kraji.

## Další informace
Lysý vrch je nejvyšším geografickým bodem katastru obce Chuchelná. Vrch kopce je zalesněn a u vrcholu je vybudován vodojem pro potřeby obce Chuchelná. Západně pod kopcem je Chuchelenský les a silnice s cyklostezkou, turistickou stezkou a naučnou stezkou Chuchelenský les. Severozápadní svahy obtéká potok Zbojnička. Na vrchol kopce vedou jen lesní cesty. Kopec a jeho okolí bývá občasně využíván pro závody v orientačním běhu.

## Galerie

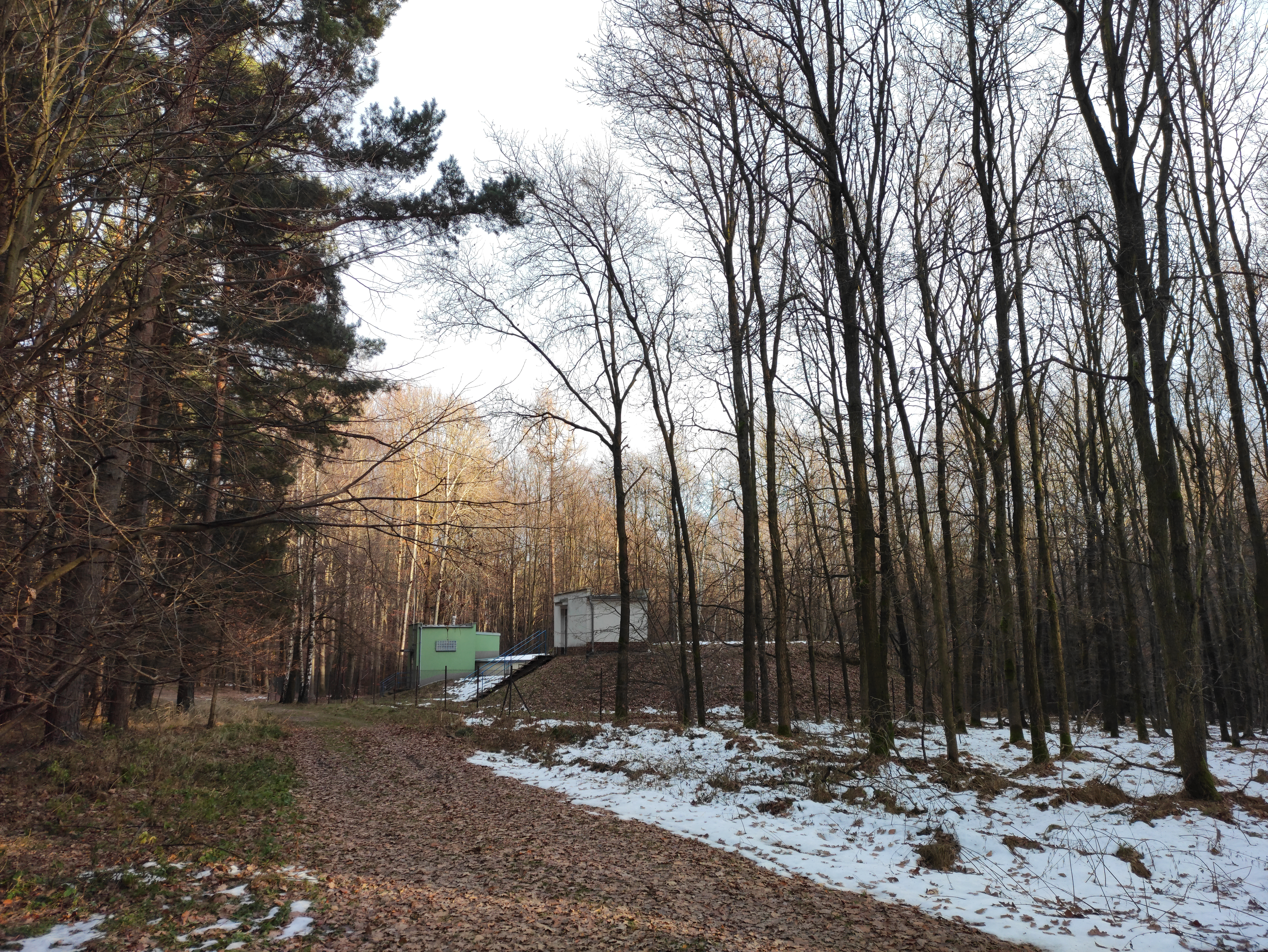
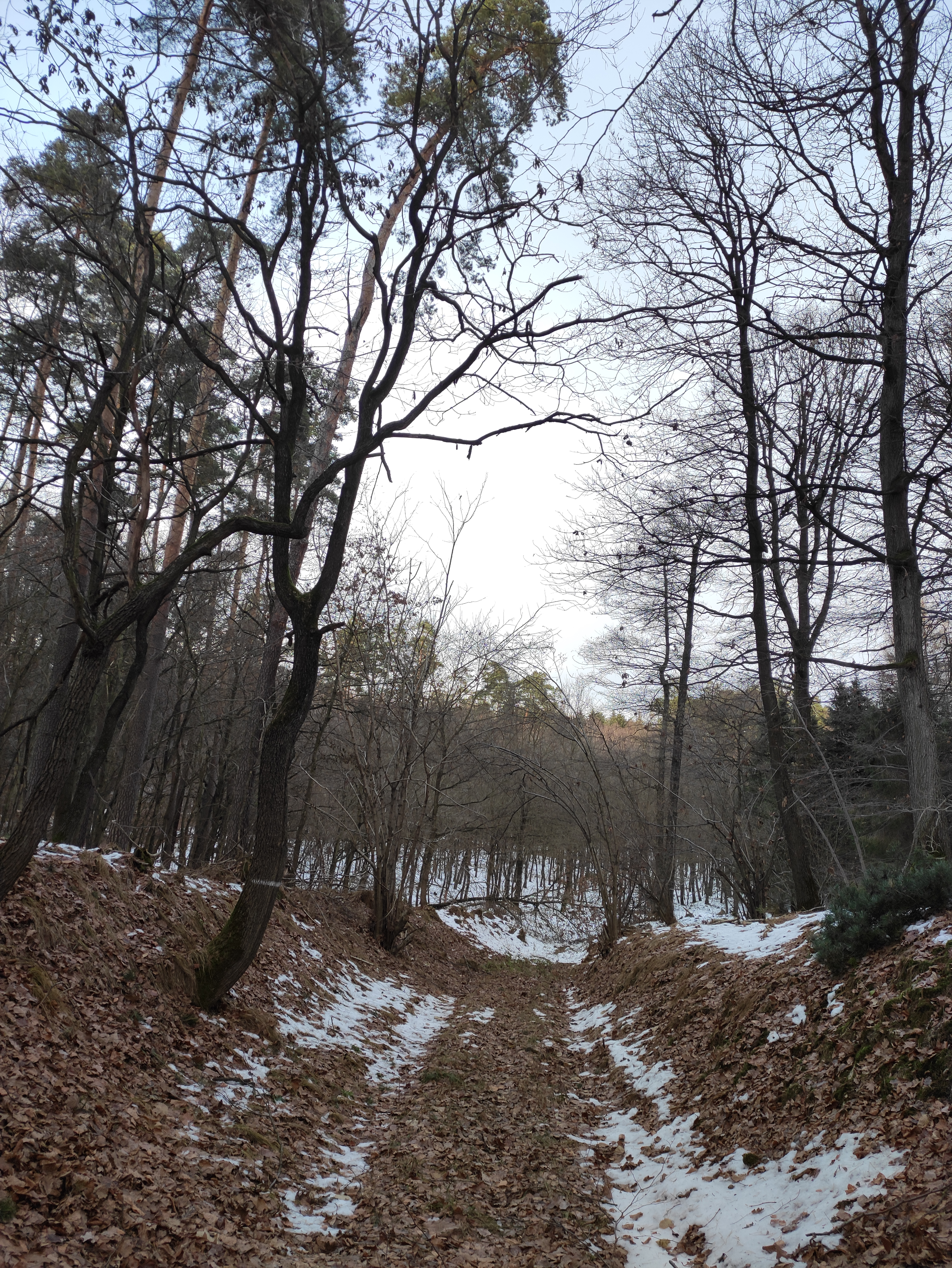
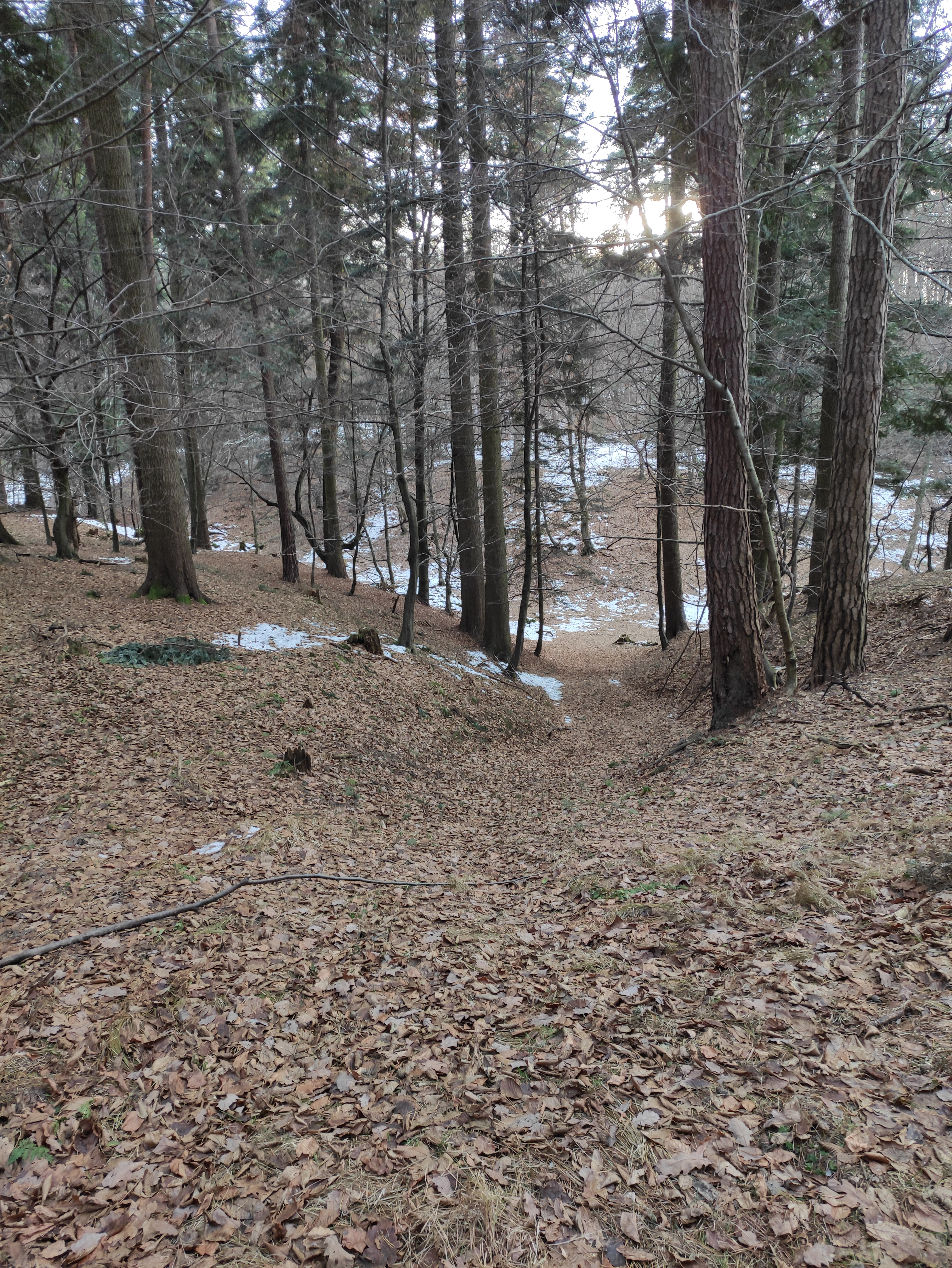